# Liste des médaillés aux Jeux olympiques d'été de 2008
Cet article liste les athlètes ayant remporté une médaille aux Jeux olympiques d'été de 2008 à Pékin (Chine).

## Athlétisme
| Épreuves          | Or                                                                              | Argent                                                                      | Bronze                                                                           |
| ----------------- | ------------------------------------------------------------------------------- | --------------------------------------------------------------------------- | -------------------------------------------------------------------------------- |
| Hommes            |                                                                                 |                                                                             |                                                                                  |
| 100 m             | Usain Bolt (JAM)                                                                | Richard Thompson (TRI)                                                      | Walter Dix (USA)                                                                 |
| 200 m             | Usain Bolt (JAM)                                                                | Shawn Crawford (USA)                                                        | Walter Dix (USA)                                                                 |
| 400 m             | LaShawn Merritt (USA)                                                           | Jeremy Wariner (USA)                                                        | David Neville (USA)                                                              |
| 800 m             | Wilfred Bungei (KEN)                                                            | Ismaïl Ahmed Ismaïl (SUD)                                                   | Alfred Yego (KEN)                                                                |
| 1 500 m           | Asbel Kiprop (KEN)                                                              | Nick Willis (NZL)                                                           | Mehdi Baala (FRA)                                                                |
| 5 000 m           | Kenenisa Bekele (ETH)                                                           | Eliud Kipchoge (KEN)                                                        | Edwin Soi (KEN)                                                                  |
| 10 000 m          | Kenenisa Bekele (ETH)                                                           | Sileshi Sihine (ETH)                                                        | Micah Kogo (KEN)                                                                 |
| Marathon          | Samuel Wanjiru (KEN)                                                            | Jaouad Gharib (MAR)                                                         | Tsegay Kebede (ETH)                                                              |
| 110 m haies       | Dayron Robles (CUB)                                                             | David Payne (USA)                                                           | David Oliver (USA)                                                               |
| 400 m haies       | Angelo Taylor (USA)                                                             | Kerron Clement (USA)                                                        | Bershawn Jackson (USA)                                                           |
| 3 000 m steeple   | Brimin Kipruto (KEN)                                                            | Mahiedine Mekhissi-Benabbad (FRA)                                           | Richard Mateelong (KEN)                                                          |
| Relais 4 × 100 m  | Trinité-et-Tobago Keston Bledman Marc Burns Emmanuel Callender Richard Thompson | Japon Nobuharu Asahara Shingo Suetsugu Shinji Takahira Naoki Tsukahara      | Brésil Bruno de Barros Vicente Lenílson de Lima José Carlos Moreira Sandro Viana |
| Relais 4 × 400 m  | États-Unis LaShawn Merritt David Neville Angelo Taylor Jeremy Wariner           | Bahamas Andretti Bain Chris Brown Michael Mathieu Andrae Williams           | Grande-Bretagne Michael Bingham Martyn Rooney Andrew Steele Robert Tobin         |
| 20 km marche      | Valeriy Borchin (RUS)                                                           | Jefferson Pérez (ECU)                                                       | Jared Tallent (AUS)                                                              |
| 50 km marche      | Alex Schwazer (ITA)                                                             | Jared Tallent (AUS)                                                         | Denis Nizhegorodov (RUS)                                                         |
| Saut en hauteur   | Andrey Silnov (RUS)                                                             | Germaine Mason (GBR)                                                        | Yaroslav Rybakov (RUS)                                                           |
| Saut à la perche  | Steven Hooker (AUS)                                                             | Evgeniy Lukyanenko (RUS)                                                    | Derek Miles (USA)                                                                |
| Saut en longueur  | Irving Saladino (PAN)                                                           | Godfrey Khotso Mokoena (RSA)                                                | Ibrahim Camejo (CUB)                                                             |
| Triple saut       | Nelson Évora (POR)                                                              | Phillips Idowu (GBR)                                                        | Leevan Sands (BAH)                                                               |
| Lancer du poids   | Tomasz Majewski (POL)                                                           | Christian Cantwell (USA)                                                    | Dylan Armstrong (CAN)                                                            |
| Lancer du disque  | Gerd Kanter (EST)                                                               | Piotr Małachowski (POL)                                                     | Virgilijus Alekna (LTU)                                                          |
| Lancer du marteau | Primož Kozmus (SLO)                                                             | Vadzim Dzeviatouski (BLR)                                                   | Ivan Tsikhan (BLR)                                                               |
| Lancer du javelot | Andreas Thorkildsen (NOR)                                                       | Ainārs Kovals (LAT)                                                         | Tero Pitkämäki (FIN)                                                             |
| Décathlon         | Bryan Clay (USA)                                                                | Andrei Krauchanka (BLR)                                                     | Leonel Suárez (CUB)                                                              |
| Femmes            |                                                                                 |                                                                             |                                                                                  |
| 100 m             | Shelly-Ann Fraser (JAM)                                                         | Sherone Simpson (JAM) Kerron Stewart (JAM)                                  | -                                                                                |
| 200 m             | Veronica Campbell-Brown (JAM)                                                   | Allyson Felix (USA)                                                         | Kerron Stewart (JAM)                                                             |
| 400 m             | Christine Ohuruogu (GBR)                                                        | Shericka Williams (JAM)                                                     | Sanya Richards (USA)                                                             |
| 800 m             | Pamela Jelimo (KEN)                                                             | Janeth Jepkosgei (KEN)                                                      | Hasna Benhassi (MAR)                                                             |
| 1 500 m           | Nancy Langat (KEN)                                                              | Iryna Lishchynska (UKR)                                                     | Nataliya Tobias (UKR)                                                            |
| 5 000 m           | Tirunesh Dibaba (ETH)                                                           | Meseret Defar (ETH)                                                         | Sylvia Kibet (KEN)                                                               |
| 10 000 m          | Tirunesh Dibaba (ETH)                                                           | Shalane Flanagan (USA)                                                      | Linet Masai (KEN)                                                                |
| Marathon          | Constantina Tomescu (ROU)                                                       | Catherine Ndereba (KEN)                                                     | Zhou Chunxiu (CHN)                                                               |
| 100 m haies       | Dawn Harper (USA)                                                               | Sally McLellan (AUS)                                                        | Priscilla Lopes-Schliep (CAN)                                                    |
| 400 m haies       | Melaine Walker (JAM)                                                            | Sheena Tosta (USA)                                                          | Tasha Danvers (GBR)                                                              |
| 3 000 m steeple   | Gulnara Samitova-Galkina (RUS)                                                  | Eunice Jepkorir (KEN)                                                       | Yekaterina Volkova (RUS)                                                         |
| Relais 4 × 100 m  | Belgique Olivia Borlée Hanna Mariën Élodie Ouédraogo Kim Gevaert                | Nigeria Ene Franca Idoko Gloria Kemasuode Halimat Ismaila Oludamola Osayomi | Brésil Rosemar Coelho Neto Lucimar de Moura Thaíssa Presti Rosângela Santos      |
| Relais 4 × 400 m  | États-Unis Mary Wineberg Allyson Felix Monique Henderson Sanya Richards         | Jamaïque Shericka Williams Shereefa Lloyd Rosemarie Whyte Novlene Williams  | Grande-Bretagne Christine Ohuruogu Kelly Sotherton Marilyn Okoro Nicola Sanders  |
| 20 km marche      | Olga Kaniskina (RUS)                                                            | Kjersti Plätzer (NOR)                                                       | Elisa Rigaudo (ITA)                                                              |
| Saut en hauteur   | Tia Hellebaut (BEL)                                                             | Blanka Vlašić (CRO)                                                         | Anna Chicherova (RUS)                                                            |
| Saut à la perche  | Yelena Isinbayeva (RUS)                                                         | Jennifer Stuczynski (USA)                                                   | Svetlana Feofanova (RUS)                                                         |
| Saut en longueur  | Maurren Maggi (BRA)                                                             | Tatyana Lebedeva (RUS)                                                      | Blessing Okagbare (NGR)                                                          |
| Triple saut       | Françoise Mbango Etone (CMR)                                                    | Olga Rypakova (KAZ)                                                         | Yargelis Savigne (CUB)                                                           |
| Lancer du poids   | Valerie Vili (NZL)                                                              | Misleydis González (CUB)                                                    | Gong Lijiao (CHN)                                                                |
| Lancer du disque  | Stephanie Brown Trafton (USA)                                                   | Olena Antonova (UKR)                                                        | Song Aimin (CHN)                                                                 |
| Lancer du marteau | Yipsi Moreno (CUB)                                                              | Zhang Wenxiu (CHN)                                                          | Manuela Montebrun (FRA)                                                          |
| Lancer du javelot | Barbora Špotáková (CZE)                                                         | Mariya Abakumova (RUS)                                                      | Christina Obergföll (GER)                                                        |
| Heptathlon        | Nataliya Dobrynska (UKR)                                                        | Hyleas Fountain (USA)                                                       | Tatyana Chernova (RUS)                                                           |

## Aviron
| Épreuves                         | Or | Argent | Bronze |
| -------------------------------- | --- | --- | --- |
| Hommes                           | | | |
| Skiff                            | Olaf Tufte (NOR) | Ondřej Synek (CZE) | Mahé Drysdale (NZL) |
| Deux de couple                   | Australie Scott Brennan David Crawshay | Estonie Tõnu Endrekson Jüri Jaanson | Grande-Bretagne Stephen Rowbotham Matthew Wells                                                                                                |
| Deux de couple poids légers      | Grande-Bretagne Mark Hunter Zac Purchase                                                                                                   | Grèce Dimítrios Moúgios Vasílios Polýmeros | Danemark Rasmus Quist Hansen Mads Rasmussen |
| Quatre de couple                 | Pologne Michał Jeliński Marek Kolbowicz Adam Korol Konrad Wasielewski                                                                      | Italie Luca Agamennoni Rossano Galtarossa Simone Raineri Simone Venier                                                                                          | France Julien Bahain Cédric Berrest Jonathan Coeffic Pierre-Jean Peltier                                                                       |
| Deux sans barreur                | Australie Duncan Free Drew Ginn | Canada David Calder Scott Frandsen | Nouvelle-Zélande George Bridgewater Nathan Twaddle                                                                                             |
| Quatre sans barreur              | Grande-Bretagne Tom James Peter Reed Andy Triggs Hodge Steve Williams                                                                      | Australie Francis Hegerty James Marburg Cameron McKenzie-McHarg Matthew Ryan                                                                                    | France Germain Chardin Julien Desprès Dorian Mortelette Benjamin Rondeau                                                                       |
| Quatre sans barreur poids légers | Danemark Mads Andersen Eskild Ebbesen Thomas Ebert Morten Jørgensen                                                                        | Pologne Miłosz Bernatajtys Bartłomiej Pawełczak Łukasz Pawłowski Paweł Rańda                                                                                    | Canada Jonathan Beare Iain Brambell Mike Lewis Daniel Liam Parsons                                                                             |
| Huit                             | Canada James Andrew Byrnes Kyle Hamilton Malcolm Howard Adam Kreek Kevin Light Brian Price Benjamin Rutledge Dominic Seiterle Jacob Wetzel | Grande-Bretagne Richard Egington Alastair Heathcote Matthew Langridge Tom Lucy Acer Nethercott Alex Partridge Colin Smith Tom Stallard Josh West                | États-Unis Wyatt Allen Micah Boyd Steven Coppola Beau Hoopman Josh Inman Marcus McElhenney Matt Schnobrich Bryan Volpenhein Daniel Walsh       |
| Femmes                           | | | |
| Skiff                            | Rumyana Neykova (BUL) | Michelle Guerette (USA) | Ekaterina Karsten (BLR) |
| Deux de couple                   | Nouvelle-Zélande Caroline Evers-Swindell Georgina Evers-Swindell                                                                           | Allemagne Christiane Huth Annekatrin Thiele | Grande-Bretagne Anna Bebington Elise Laverick                                                                                                  |
| Deux de couple poids légers      | Pays-Bas Kirsten van der Kolk Marit van Eupen                                                                                              | Finlande Minna Nieminen Sanna Stén | Canada Tracy Cameron Melanie Kok |
| Quatre de couple                 | Chine Jin Ziwei Tang Bin Xi Aihua Zhang Yangyang                                                                                           | Grande-Bretagne Debbie Flood Katherine Grainger Frances Houghton Annabel Vernon                                                                                 | Allemagne Kathrin Boron Manuela Lutze Britta Oppelt Stephanie Schiller                                                                         |
| Deux sans barreur                | Roumanie Georgeta Andrunache Viorica Susanu                                                                                                | Chine Gao Yulan Wu You | Biélorussie Yuliya Bichyk Natallia Helakh |
| Huit                             | États-Unis Erin Cafaro Anna Cummins Caryn Davies Zsuzsanna Francia Anna Goodale Caroline Lind Elle Logan Lindsay Shoop Mary Whipple        | Pays-Bas Annemiek de Haan Femke Dekker Nienke Kingma Sarah Siegelaar Marlies Smulders Helen Tanger Roline Repelaer van Driel Annemarieke van Rumpt Ester Workel | Roumanie Georgeta Andrunache Enikő Barabás Constanța Burcică Elena Georgescu Doina Ignat Simona Mușat Rodica Șerban Viorica Susanu Ioana Papuc |

## Badminton
| Épreuves          | Or                                     | Argent                                  | Bronze                                |
| ----------------- | -------------------------------------- | --------------------------------------- | ------------------------------------- |
| Simples messieurs | Lin Dan (CHN)                          | Lee Chong Wei (MAS)                     | Chen Jin (CHN)                        |
| Simples Dames     | Zhang Ning (CHN)                       | Xie Xingfang (CHN)                      | Maria Kristin Yulianti (INA)          |
| Doubles messieurs | Indonésie Markis Kido Hendra Setiawan  | Chine Fu Haifeng Cai Yun                | Corée du Sud Lee Jae-jin Hwang Ji-man |
| Doubles dames     | Chine Du Jing Yu Yang                  | Corée du Sud Lee Kyung-won Lee Hyo-jung | Chine Zhang Yawen Wei Yili            |
| Double mixte      | Corée du Sud Lee Yong-dae Lee Hyo-jung | Indonésie Nova Widianto Liliyana Natsir | Chine He Hanbin Yu Yang               |

## Baseball
| Épreuves         | Or | Argent | Bronze |
| ---------------- | --- | --- | --- |
| Tournoi masculin | Corée du Sud Bong Jung-keun Chong Tae-hyon Han Ki-joo Jang Won-sam Jeong Keun-woo Jin Kab-yong Kang Min-ho Kim Dong-joo Kim Hyun-soo Kim Kwang-hyun Park Jin-man Kim Min-jae Ko Young-min Kwon Hyuk Lee Dae-ho Lee Jin-young Lee Jong-wook Lee Seung-yeop Lee Taek-keun Lee Yong-kyu Oh Seung-hwan Ryu Hyun-jin Song Seung-jun Yoon Suk-min | Cuba Alexei Bell Frederich Cepeda Alfredo Despaigne Giorvis Duvergel Michel Enríquez Norberto González Yulieski Gurriel Miguel Lahera Pedro Luis Lazo Jonder Martínez Alexander Mayeta Rolando Meriño Luis Navas Héctor Olivera Vicyohandri Odelín Adiel Palma Eduardo Paret Yadier Pedroso Ariel Pestano Luis Miguel Rodríguez Elier Sánchez Eriel Sánchez Yoandry Urgellés Norge Luis Vera | États-Unis Brett Anderson Jake Arrieta Brian Barden Matthew Brown Trevor Cahill Jeremy Cummings Jason Donald Brian Duensing Dexter Fowler John Gall Mike Hessman Kevin Jepsen Brandon Knight Michael Koplove Matt LaPorta Lou Marson Blaine Neal Jayson Nix Nate Schierholtz Jeff Stevens Stephen Strasburg Taylor Teagarden Terry Tiffee Casey Weathers |

## Basket-ball
| Épreuves         | Or | Argent | Bronze |
| ---------------- | --- | --- | --- |
| Tournoi masculin | États-Unis Carmelo Anthony Carlos Boozer Chris Bosh Kobe Bryant Dwight Howard LeBron James Jason Kidd Chris Paul Tayshaun Prince Michael Redd Dwyane Wade Deron Williams                 | Espagne José Manuel Calderón Rudy Fernández Jorge Garbajosa Marc Gasol Pau Gasol Carlos Jiménez Raül López Álex Mumbrú Juan Carlos Navarro Felipe Reyes Berni Rodríguez Ricky Rubio   | Argentine Carlos Delfino Manu Ginóbili Román González Leonardo Gutiérrez Juan Pedro Gutiérrez Federico Kammerichs Andrés Nocioni Fabricio Oberto Antonio Porta Pablo Prigioni Paolo Quinteros Luis Scola              |
| Tournoi féminin  | États-Unis Seimone Augustus Sue Bird Tamika Catchings Sylvia Fowles Kara Lawson Lisa Leslie DeLisha Milton-Jones Candace Parker Cappie Pondexter Katie Smith Diana Taurasi Tina Thompson | Australie Suzy Batkovic Tully Bevilaqua Rohanee Cox Hollie Grima Kristi Harrower Lauren Jackson Erin Phillips Emma Randall Jennifer Screen Belinda Snell Laura Summerton Penny Taylor | Russie Svetlana Abrossimova Tatiana Chtchogoleva Becky Hammon Marina Karpounina Ilona Korstine Marina Kuzina Ekaterina Lisina Irina Osipova Oxana Rakhmatulina Irina Sokolovskaïa Maria Stepanova Natalia Vodopyanova |

## Boxe
| Épreuves                          | Or                          | Argent                       | Bronze                      |
| --------------------------------- | --------------------------- | ---------------------------- | --------------------------- |
| Hommes                            |                             |                              |                             |
| Poids mi-mouches Moins de 48 kg   | Zou Shiming (CHN)           | Pürevdorjiin Serdamba (MGL)  | Paddy Barnes (IRL)          |
| Poids mi-mouches Moins de 48 kg   | Zou Shiming (CHN)           | Pürevdorjiin Serdamba (MGL)  | Yampier Hernández (CUB)     |
| Poids mouches Moins de 51 kg      | Somjit Jongjohor (THA)      | Andry Laffita (CUB)          | Georgiy Balakshin (RUS)     |
| Poids mouches Moins de 51 kg      | Somjit Jongjohor (THA)      | Andry Laffita (CUB)          | Vincenzo Picardi (ITA)      |
| Poids coqs Moins de 54 kg         | Enkhbatyn Badar-Uugan (MGL) | Yankiel León (CUB)           | Bruno Julie (MRI)           |
| Poids coqs Moins de 54 kg         | Enkhbatyn Badar-Uugan (MGL) | Yankiel León (CUB)           | Veaceslav Gojan (MDA)       |
| Poids plumes Moins de 57 kg       | Vasyl Lomachenko (UKR)      | Khedafi Djelkhir (FRA)       | Yakup Kılıç (TUR)           |
| Poids plumes Moins de 57 kg       | Vasyl Lomachenko (UKR)      | Khedafi Djelkhir (FRA)       | Shahin Imranov (AZE)        |
| Poids légers Moins de 60 kg       | Aleksey Tishchenko (RUS)    | Daouda Sow (FRA)             | Hrachik Javakhyan (ARM)     |
| Poids légers Moins de 60 kg       | Aleksey Tishchenko (RUS)    | Daouda Sow (FRA)             | Yordenis Ugás (CUB)         |
| Poids super-légers Moins de 64 kg | Manuel Félix Díaz (DOM)     | Manus Boonjumnong (THA)      | Roniel Iglesias (CUB)       |
| Poids super-légers Moins de 64 kg | Manuel Félix Díaz (DOM)     | Manus Boonjumnong (THA)      | Alexis Vastine (FRA)        |
| Poids mi-moyens Moins de 69 kg    | Bakhyt Sarsekbayev (KAZ)    | Carlos Banteaux Suárez (CUB) | Hanati Silamu (CHN)         |
| Poids mi-moyens Moins de 69 kg    | Bakhyt Sarsekbayev (KAZ)    | Carlos Banteaux Suárez (CUB) | Kim Jung-joo (KOR)          |
| Poids moyens Moins de 75 kg       | James DeGale (GBR)          | Emilio Correa (CUB)          | Darren Sutherland (IRL)     |
| Poids moyens Moins de 75 kg       | James DeGale (GBR)          | Emilio Correa (CUB)          | Vijender Singh (IND)        |
| Poids mi-lourds Moins de 81 kg    | Zhang Xiaoping (CHN)        | Kenneth Egan (IRL)           | Tony Jeffries (GBR)         |
| Poids mi-lourds Moins de 81 kg    | Zhang Xiaoping (CHN)        | Kenneth Egan (IRL)           | Yerkebulan Shynaliyev (KAZ) |
| Poids lourds Moins de 91 kg       | Rakhim Chakhkiev (RUS)      | Clemente Russo (ITA)         | Osmay Acosta (CUB)          |
| Poids lourds Moins de 91 kg       | Rakhim Chakhkiev (RUS)      | Clemente Russo (ITA)         | Deontay Wilder (CHN)        |
| Poids super-lourds Plus de 91 kg  | Roberto Cammarelle (ITA)    | Zhang Zhilei (CHN)           | Vyacheslav Glazkov (UKR)    |
| Poids super-lourds Plus de 91 kg  | Roberto Cammarelle (ITA)    | Zhang Zhilei (CHN)           | David Price (GBR)           |

## Canoë-kayak

### Course en ligne
| Épreuves   | Or                                                                                | Argent                                                               | Bronze                                                                   |
| ---------- | --------------------------------------------------------------------------------- | -------------------------------------------------------------------- | ------------------------------------------------------------------------ |
| Hommes     |                                                                                   |                                                                      |                                                                          |
| C1 500 m   | Maksim Opalev (RUS)                                                               | David Cal (ESP)                                                      | Yuriy Cheban (UKR)                                                       |
| C1 1 000 m | Attila Vajda (HUN)                                                                | David Cal (ESP)                                                      | Thomas Hall (CAN)                                                        |
| C2 500 m   | Chine Meng Guanliang Yang Wenjun                                                  | Russie Aleksandr Kostoglod Sergueï Ouleguine                         | Allemagne Christian Gille Tomasz Wylenzek                                |
| C2 1 000 m | Biélorussie Aliaksandr Bahdanovich Andrei Bahdanovich                             | Allemagne Christian Gille Tomasz Wylenzek                            | Hongrie Tamás Kiss György Kozmann                                        |
| K1 500 m   | Ken Wallace (AUS)                                                                 | Adam van Koeverden (CAN)                                             | Tim Brabants (GBR)                                                       |
| K1 1 000 m | Tim Brabants (GBR)                                                                | Eirik Verås Larsen (NOR)                                             | Ken Wallace (AUS)                                                        |
| K2 500 m   | Espagne Saúl Craviotto Carlos Pérez                                               | Allemagne Ronald Rauhe Tim Wieskötter                                | Biélorussie Vadzim Makhneu Raman Piatrushenka                            |
| K2 1 000 m | Allemagne Martin Hollstein Andreas Ihle                                           | Danemark René Holten Poulsen Kim Wraae Knudsen                       | Italie Andrea Facchin Antonio Scaduto                                    |
| K4 1 000 m | Biélorussie Aliaksei Abalmasau Artur Litvinchuk Vadzim Makhneu Raman Piatrushenka | Slovaquie Michal Riszdorfer Richard Riszdorfer Juraj Tarr Erik Vlček | Allemagne Lutz Altepost Norman Bröckl Torsten Eckbrett Björn Goldschmidt |
| Femmes     |                                                                                   |                                                                      |                                                                          |
| K1 500 m   | Inna Osypenko-Radomska (UKR)                                                      | Josefa Idem (ITA)                                                    | Katrin Wagner-Augustin (GER)                                             |
| K2 500 m   | Hongrie Katalin Kovács Natasa Janics                                              | Pologne Aneta Konieczna Beata Mikołajczyk                            | France Marie Delattre Anne-Laure Viard                                   |
| K4 500 m   | Allemagne Fanny Fischer Nicole Reinhardt Katrin Wagner-Augustin Conny Wassmuth    | Hongrie Natasa Janics Katalin Kovács Danuta Kozák Gabriella Szabó    | Australie Hannah Davis Lyndsie Fogarty Chantal Meek Lisa Oldenhof        |

### Slalom
| Épreuves | Or                                              | Argent                                           | Bronze                                    |
| -------- | ----------------------------------------------- | ------------------------------------------------ | ----------------------------------------- |
| Hommes   |                                                 |                                                  |                                           |
| C1       | Michal Martikán (SVK)                           | David Florence (GBR)                             | Robin Bell (AUS)                          |
| C2       | Slovaquie Pavol Hochschorner Peter Hochschorner | République tchèque Ondřej Štěpánek Jaroslav Volf | Russie Mikhaïl Kouznetsov Dmitri Larionov |
| K1       | Alexander Grimm (GER)                           | Fabien Lefèvre (FRA)                             | Benjamin Boukpeti (TOG)                   |
| Femmes   |                                                 |                                                  |                                           |
| K1       | Elena Kaliská (SVK)                             | Jacqueline Lawrence (AUS)                        | Violetta Oblinger Peters (AUT)            |

## Cyclisme

### BMX
| Épreuves | Or                           | Argent                      | Bronze               |
| -------- | ---------------------------- | --------------------------- | -------------------- |
| Hommes   | Māris Štrombergs (LAT)       | Mike Day (USA)              | Donny Robinson (USA) |
| Femmes   | Anne-Caroline Chausson (FRA) | Laëtitia Le Corguillé (FRA) | Jill Kintner (USA)   |

### Piste
| Épreuves               | Or                                                                        | Argent                                                                   | Bronze                                                              |
| ---------------------- | ------------------------------------------------------------------------- | ------------------------------------------------------------------------ | ------------------------------------------------------------------- |
| Hommes                 |                                                                           |                                                                          |                                                                     |
| Américaine             | Argentine Juan Curuchet Walter Pérez                                      | Espagne Joan Llaneras Antonio Tauler                                     | Russie Mikhail Ignatiev Alexei Markov                               |
| Course aux points      | Joan Llaneras (ESP)                                                       | Roger Kluge (GER)                                                        | Chris Newton (GBR)                                                  |
| Keirin                 | Chris Hoy (GBR)                                                           | Ross Edgar (GBR)                                                         | Kiyofumi Nagai (JPN)                                                |
| Poursuite individuelle | Bradley Wiggins (GBR)                                                     | Hayden Roulston (NZL)                                                    | Steven Burke (GBR)                                                  |
| Poursuite par équipes  | Grande-Bretagne Edward Clancy Paul Manning Geraint Thomas Bradley Wiggins | Danemark Casper Jørgensen Jens-Erik Madsen Michael Mørkøv Alex Rasmussen | Nouvelle-Zélande Sam Bewley Hayden Roulston Marc Ryan Jesse Sergent |
| Vitesse individuelle   | Chris Hoy (GBR)                                                           | Jason Kenny (GBR)                                                        | Mickaël Bourgain (FRA)                                              |
| Vitesse par équipes    | Grande-Bretagne Chris Hoy Jason Kenny Jamie Staff                         | France Grégory Baugé Kévin Sireau Arnaud Tournant                        | Allemagne René Enders Maximilian Levy Stefan Nimke                  |
| Femmes                 |                                                                           |                                                                          |                                                                     |
| Course aux points      | Marianne Vos (NED)                                                        | Yoanka González (CUB)                                                    | Leire Olaberría (ESP)                                               |
| Poursuite individuelle | Rebecca Romero (GBR)                                                      | Wendy Houvenaghel (GBR)                                                  | Lesya Kalitovska (UKR)                                              |
| Vitesse individuelle   | Victoria Pendleton (GBR)                                                  | Anna Meares (AUS)                                                        | Guo Shuang (CHN)                                                    |

### Route
| Épreuves         | Or                      | Argent                | Bronze                  |
| ---------------- | ----------------------- | --------------------- | ----------------------- |
| Hommes           |                         |                       |                         |
| Course en ligne  | Samuel Sánchez (ESP)    | Davide Rebellin (ITA) | Fabian Cancellara (SUI) |
| Contre-la-montre | Fabian Cancellara (SUI) | Gustav Larsson (SWE)  | Levi Leipheimer (USA)   |
| Femmes           |                         |                       |                         |
| Course en ligne  | Nicole Cooke (GBR)      | Emma Johansson (SWE)  | Tatiana Guderzo (ITA)   |
| Contre-la-montre | Kristin Armstrong (USA) | Emma Pooley (GBR)     | Karin Thürig (SUI)      |

### VTT
| Épreuves | Or                   | Argent                       | Bronze                 |
| -------- | -------------------- | ---------------------------- | ---------------------- |
| Hommes   | Julien Absalon (FRA) | Jean-Christophe Péraud (FRA) | Nino Schurter (SUI)    |
| Femmes   | Sabine Spitz (GER)   | Maja Włoszczowska (POL)      | Irina Kalentieva (RUS) |

## Équitation
| Épreuves                     | Or | Argent | Bronze |
| ---------------------------- | --- | --- | --- |
| Concours complet individuel  | Hinrich Romeike sur Marius (GER) | Gina Miles sur McKinlaigh (USA) | Kristina Cook sur Miners Frolic (GBR) |
| Concours complet par équipes | Allemagne Andreas Dibowski sur Butts Leon Ingrid Klimke sur Abraxxas Frank Ostholt sur Mr. Medicott Hinrich Romeike sur Marius Peter Thomsen sur The Ghost of Hamish | Australie Clayton Fredericks sur Ben Along Time Lucinda Fredericks sur Headley Britannia Sonja Johnson sur Ringwould Jaguar Megan Jones sur Irish Jester Shane Rose sur All Luck | Grande-Bretagne Kristina Cook sur Miners Frolic Daisy Dick sur Spring Along William Fox-Pitt sur Parkmore Ed Sharon Hunt sur Tankers Town Mary King sur Call Again Cavalier |
| Dressage individuel          | Anky van Grunsven sur Salinero (NED) | Isabell Werth sur Satchmo (GER) | Heike Kemmer sur Bonaparte (GER) |
| Dressage par équipes         | Allemagne Nadine Capellmann sur Elvis Va Heike Kemmer sur Bonaparte Isabell Werth sur Satchmo                                                                        | Pays-Bas Hans Peter Minderhoud sur Nadine Imke Schellekens-Bartels sur Sunrise Anky van Grunsven sur Salinero                                                                    | Danemark Nathalie de Sayn-Wittgenstein-Berlebourg sur Digby Andreas Helgstrand sur Don Schufro Anne van Olst sur Clearwater                                                 |
| Saut d'obstacles individuel  | Éric Lamaze sur Hickstead (CAN) | Rolf-Göran Bengtsson sur Ninja (SWE) | Beezie Madden sur Authentic (USA) |
| Saut d'obstacles par équipes | États-Unis Laura Kraut sur Cedric Beezie Madden sur Authentic Will Simpson sur Carlsson vom Dach McLain Ward sur Sapphire                                            | Canada Malcolm Cone sur Ole Gillian Henselwood sur Special Ed Éric Lamaze sur Hickstead Ian Millar sur In Style                                                                  | Suisse Steve Guerdat sur Jalisca Solier Christina Liebherr sur No Mercy Pius Schwizer sur Nobless M Niklaus Schurtenberger sur Cantus                                       |

## Escrime
| Épreuves           | Or                                                                       | Argent                                                                    | Bronze                                                                           |
| ------------------ | ------------------------------------------------------------------------ | ------------------------------------------------------------------------- | -------------------------------------------------------------------------------- |
| Hommes             |                                                                          |                                                                           |                                                                                  |
| Épée individuel    | Matteo Tagliariol (ITA)                                                  | Fabrice Jeannet (FRA)                                                     | José Luis Abajo (ESP)                                                            |
| Épée par équipe    | France Fabrice Jeannet Jérôme Jeannet Ulrich Robeiri                     | Pologne Robert Andrzejuk Tomasz Motyka Adam Wiercioch Radosław Zawrotniak | Italie Stefano Carozzo Diego Confalonieri Alfredo Rota Matteo Tagliariol         |
| Fleuret individuel | Benjamin Kleibrink (GER)                                                 | Yūki Ōta (JPN)                                                            | Salvatore Sanzo (ITA)                                                            |
| Sabre individuel   | Zhong Man (CHN)                                                          | Nicolas Lopez (FRA)                                                       | Mihai Covaliu (ROU)                                                              |
| Sabre par équipe   | France Nicolas Lopez Julien Pillet Boris Sanson                          | États-Unis Timothy Morehouse Jason Rogers Keeth Smart James Williams      | Italie Aldo Montano Diego Occhiuzzi Giampiero Pastore Luigi Tarantino            |
| Femmes             |                                                                          |                                                                           |                                                                                  |
| Épée individuel    | Britta Heidemann (GER)                                                   | Ana Maria Brânză (ROU)                                                    | Ildikó Mincza-Nébald (HUN)                                                       |
| Fleuret individuel | Valentina Vezzali (ITA)                                                  | Nam Hyun-hee (KOR)                                                        | Margherita Granbassi (ITA)                                                       |
| Fleuret par équipe | Russie Svetlana Boyko Evgenia Lamonova Viktoria Nikichina Aida Shanayeva | États-Unis Emily Cross Erinn Smart Hanna Thompson                         | Italie Margherita Granbassi Ilaria Salvatori Giovanna Trillini Valentina Vezzali |
| Sabre individuel   | Mariel Zagunis (USA)                                                     | Sada Jacobson (USA)                                                       | Rebecca Ward (USA)                                                               |
| Sabre par équipe   | Ukraine Olha Kharlan Olena Khomrova Halyna Pundyk Olha Zhovnir           | Chine Bao Yingying Huang Haiyang Ni Hong Tan Xue                          | États-Unis Sada Jacobson Rebecca Ward Mariel Zagunis                             |

## Football
| Épreuves         | Or | Argent | Bronze |
| ---------------- | --- | --- | --- |
| Tournoi masculin | Argentine Lautaro Acosta Sergio Agüero Éver Banega Diego Buonanotte Ángel Di María Federico Fazio Fernando Gago Ezequiel Garay Ezequiel Lavezzi Javier Mascherano Lionel Messi Fabián Monzón Nicolás Pareja Juan Román Riquelme Sergio Romero José Sosa Óscar Ustari Pablo Zabaleta | Nigeria Olubayo Adefemi Dele Adeleye Oluwafemi Ajilore Efe Ambrose Victor Anichebe Onyekachi Apam Emmanuel Ekpo Ikechukwu Ezenwa Monday James Sani Kaita Chinedu Obasi Victor Obinna Peter Odemwingie Chibuzor Okonkwo Solomon Okoronkwo Oladapu Olufemi Isaac Promise Ambruse Vanzekin | Brésil Diego Alves Anderson Breno Diego Hernanes Ilsinho Jô Lucas Leiva Marcelo Thiago Neves Alexandre Pato Rafinha Ramires Renan Ronaldinho Alex Silva Thiago Silva Rafael Sóbis |
| Tournoi féminin  | États-Unis Nicole Barnhart Shannon Boxx Rachel Buehler Lori Chalupny Lauren Cheney Stephanie Cox Tobin Heath Angela Hucles Natasha Kai Carli Lloyd Kate Markgraf Heather Mitts Heather O'Reilly Christie Rampone Amy Rodriguez Hope Solo Lindsay Tarpley Aly Wagner                 | Brésil Andréia Fabiana Baiana Bárbara Renata Costa Cristiane Daniela Érika Ester Formiga Francielle Marta Maurine Maycon Pretinha Andréia Rosa Rosana Simone Tânia | Allemagne Nadine Angerer Fatmire Bajramaj Saskia Bartusiak Melanie Behringer Linda Bresonik Kerstin Garefrekes Ariane Hingst Ursula Holl Annike Krahn Simone Laudehr Renate Lingor Anja Mittag Célia Okoyino da Mbabi Babett Peter Conny Pohlers Birgit Prinz Sandra Smisek Kerstin Stegemann |

## Gymnastique

### Artistique
| Épreuves                    | Or                                                                       | Argent                                                                                                | Bronze |
| --------------------------- | ------------------------------------------------------------------------ | --- | --- |
| Hommes                      |                                                                          | | |
| Concours par équipe         | Chine Chen Yibing Huang Xu Li Xiaopeng Xiao Qin Yang Wei Zou Kai         | Japon Takehiro Kashima Takuya Nakase Makoto Okiguchi Kōki Sakamoto Hiroyuki Tomita Kōhei Uchimura     | États-Unis Alexander Artemev Raj Bhavsar Joseph Hagerty Jonathan Horton Justin Spring Kai Wen Tan          |
| Concours général individuel | Yang Wei (CHN)                                                           | Kōhei Uchimura (JPN)                                                                                  | Benoît Caranobe (FRA)                                                                                      |
| Anneaux                     | Chen Yibing (CHN)                                                        | Yang Wei (CHN)                                                                                        | Oleksandr Vorobyov (UKR)                                                                                   |
| Barre fixe                  | Zou Kai (CHN)                                                            | Jonathan Horton (USA)                                                                                 | Fabian Hambüchen (GER)                                                                                     |
| Barres parallèles           | Li Xiaopeng (CHN)                                                        | Yoo Won-chul (KOR)                                                                                    | Anton Fokin (UZB)                                                                                          |
| Cheval d'arçon              | Xiao Qin (CHN)                                                           | Filip Ude (CRO)                                                                                       | Louis Smith (GBR)                                                                                          |
| Saut                        | Leszek Blanik (POL)                                                      | Thomas Bouhail (FRA)                                                                                  | Anton Golotsutskov (RUS)                                                                                   |
| Sol                         | Zou Kai (CHN)                                                            | Gervasio Deferr (ESP)                                                                                 | Anton Golotsutskov (RUS)                                                                                   |
| Femmes                      |                                                                          | | |
| Concours par équipe         | Chine Cheng Fei Deng Linlin He Kexin Jiang Yuyuan Li Shanshan Yang Yilin | États-Unis Shawn Johnson Nastia Liukin Chellsie Memmel Samantha Peszek Alicia Sacramone Bridget Sloan | Roumanie Andreea Acatrinei Gabriela Drăgoi Andreea Grigore Sandra Izbașa Steliana Nistor Anamaria Tămârjan |
| Concours général individuel | Nastia Liukin (USA)                                                      | Shawn Johnson (USA)                                                                                   | Yang Yilin (CHN)                                                                                           |
| Barres asymétriques         | He Kexin (CHN)                                                           | Nastia Liukin (USA)                                                                                   | Yang Yilin (CHN)                                                                                           |
| Poutre                      | Shawn Johnson (USA)                                                      | Nastia Liukin (USA)                                                                                   | Cheng Fei (CHN)                                                                                            |
| Saut                        | Hong Un-jong (PRK)                                                       | Oksana Chusovitina (GER)                                                                              | Cheng Fei (CHN)                                                                                            |
| Sol                         | Sandra Izbașa (ROU)                                                      | Shawn Johnson (USA)                                                                                   | Nastia Liukin (USA)                                                                                        |

### Rythmique
| Épreuves    | Or | Argent                                                                    | Bronze |
| ----------- | --- | ------------------------------------------------------------------------- | --- |
| Individuel  | Evgenia Kanaeva (RUS)                                                                                      | Inna Zhukova (BLR)                                                        | Anna Bessonova (UKR)                                                                                                  |
| Par équipes | Russie Margarita Aliychuk Anna Gavrilenko Tatiana Gorbunova Elena Posevina Daria Shkurikhina Natalia Zueva | Chine Cai Tongtong Chou Tao Lu Yuanyang Sui Jianshuang Sun Dan Zhang Shuo | Biélorussie Olesya Babushkina Anastasia Ivankova Zinaida Lunina Glafira Martinovich Ksenia Sankovich Alina Tumilovich |

## Haltérophilie
| Épreuves        | Or                                     | Argent                       | Bronze                    |
| --------------- | -------------------------------------- | ---------------------------- | ------------------------- |
| Hommes          |                                        |                              |                           |
| Moins de 56 kg  | Long Qingquan (CHN)                    | Hoàng Anh Tuấn (VIE)         | Eko Yuli Irawan (INA)     |
| Moins de 62 kg  | Zhang Xiangxiang (CHN)                 | Diego Fernando Salazar (COL) | Triyatno (INA)            |
| Moins de 69 kg  | Liao Hui (CHN)                         | Vencelas Dabaya (FRA)        | Yordanis Borrero (CUB)    |
| Moins de 77 kg  | Sa Jae-hyouk (KOR)                     | Li Hongli (CHN)              | Gevorg Davtyan (ARM)      |
| Moins de 85 kg  | Lu Yong (CHN)                          | Tigran Martirosyan (ARM)     | Jadier Valladares (CUB)   |
| Moins de 94 kg  | Szymon Kołecki (POL)                   | Arsen Kasabijew (GEO)        | Yoandry Hernández (CUB)   |
| Moins de 105 kg | Andrei Aramnau (BLR)                   | Dmitri Klokov (RUS)          | Marcin Dołęga (POL)       |
| Plus de 105 kg  | Matthias Steiner (GER)                 | Evgeny Chigishev (RUS)       | Viktors Ščerbatihs (LAT)  |
| Femmes          |                                        |                              |                           |
| Moins de 48 kg  | Chen Wei-ling (TPE)                    | Im Jyoung-hwa (KOR)          | Pensiri Laosirikul (THA)  |
| Moins de 53 kg  | Prapawadee Jaroenrattanatarakoon (THA) | Yoon Jin-hee (KOR)           | Raema Lisa Rumbewas (INA) |
| Moins de 58 kg  | Chen Yanqing (CHN)                     | O Jong-ae (PRK)              | Wandee Kameaim (THA)      |
| Moins de 63 kg  | Pak Hyon-suk (PRK)                     | Lu Ying-Chi (TPE)            | Christine Girard (CAN)    |
| Moins de 69 kg  | Oxana Slivenko (RUS)                   | Leydi Solís (COL)            | Abeer Abdelrahman (EGY)   |
| Moins de 75 kg  | Alla Vazhenina (KAZ)                   | Lidia Valentín (ESP)         | Damaris Aguirre (MEX)     |
| Plus de 75 kg   | Jang Mi-ran (KOR)                      | Ele Opeloge (SAM)            | Mariam Usman (NGR)        |

## Handball
| Épreuves         | Or | Argent | Bronze |
| ---------------- | --- | --- | --- |
| Tournoi masculin | France Luc Abalo Joël Abati Cédric Burdet Didier Dinart Jérôme Fernandez Bertrand Gille Guillaume Gille Olivier Girault Michaël Guigou Nikola Karabatic Daouda Karaboué Christophe Kempé Daniel Narcisse Thierry Omeyer Cédric Paty                                  | Islande Sturla Ásgeirsson Arnór Atlason Bjarni Fritzson Logi Geirsson Snorri Steinn Guðjónsson Hreiðar Guðmundsson Róbert Gunnarsson Björgvin Páll Gústavsson Ásgeir Örn Hallgrímsson Ingimundur Ingimundarson Sverre Andreas Jakobsson Alexander Petersson Guðjón Valur Sigurðsson Sigfús Sigurðsson Ólafur Stefánsson | Espagne David Barrufet Ion Belaustegui David Davis Alberto Entrerríos Raúl Entrerríos Rubén Garabaya Juanín García José Javier Hombrados Demetrio Lozano Cristian Malmagro Carlos Prieto Albert Rocas Iker Romero Víctor Tomás |
| Tournoi féminin  | Norvège Ragnhild Aamodt Karoline Dyhre Breivang Marit Malm Frafjord Kari Aalvik Grimsbø Gro Hammerseng Kari Mette Johansen Tonje Larsen Katrine Lunde Kristine Lunde Tonje Nøstvold Katja Nyberg Linn Kristin Riegelhuth Else-Marthe Sørlie-Lybekk Gøril Snorroeggen | Russie Ekaterina Andriouchina Irina Bliznova Natalia Chipilova Elena Dmitrieva Anna Kareïeva Ekaterina Marennikova Iana Ouskova Elena Polenova Irina Poltoratskaïa Lioudmila Postnova Oksana Romenskaïa Maria Sidorova Inna Souslina Emilia Toureï                                                                      | Corée du Sud An Jung-hwa Bae Min-hee Choi Im-jeong Hong Jeong-ho Huh Soon-young Kim Cha-youn Kim Nam-sun Kim On-a Lee Min-hee Moon Pil-hee Oh Seong-ok Oh Yong-ran Park Chung-hee Song Hai-rim                                 |

## Hockey sur gazon
| Épreuves         | Or | Argent | Bronze |
| ---------------- | --- | --- | --- |
| Tournoi masculin | Allemagne Sebastian Biederlack Moritz Fürste Tobias Hauke Florian Keller Oliver Korn Niklas Meinert Jan-Marco Montag Maximilian Müller Carlos Nevado Max Weinhold Tibor Weißenborn Benjamin Weß Timo Weß Philip Witte Matthias Witthaus Christopher Zeller Philipp Zeller | Espagne David Alegre Ramón Alegre Pol Amat Eduard Arbós Francisco Cortés Sergi Enrique Alex Fábregas Francisco Fábregas Juan Fernández Santi Freixa Rodrigo Garza Roc Oliva Xavier Ribas Albert Sala Víctor Sojo Eduardo Tubau | Australie Des Abbott Travis Brooks Kiel Brown Liam de Young Luke Doerner Jamie Dwyer Bevan George David Guest Robert Hammond Fergus Kavanagh Mark Knowles Stephen Lambert Eli Matheson Eddie Ockenden Grant Schubert Andrew Smith Matthew Wells                               |
| Tournoi féminin  | Pays-Bas Marilyn Agliotti Minke Booij Eva de Goede Lisanne de Roever Wieke Dijkstra Maartje Goderie Ellen Hoog Fatima Moreira de Melo Eefke Mulder Maartje Paumen Sophie Polkamp Janneke Schopman Minke Smeets Naomi van As Miek van Geenhuizen Lidewij Welten            | Chine Cheng Hui Chen Qiuqi Chen Zhaoxia Fu Baorong Gao Lihua Huang Junxia Li Hongxia Li Shuang Ma Yibo Pan Fengzhen Ren Ye Song Qingling Tang Chunling Zhang Yimeng Zhao Yudiao Zhou Wanfeng                                   | Argentine Magdalena Aicega Luciana Aymar Noel Barrionuevo Claudia Burkart Soledad García Mariana González Alejandra Gulla Giselle Kañevsky Rosario Luchetti Mercedes Margalot María de la Paz Hernández Carla Rebecchi Mariana Rossi Mariné Russo Belén Succi Paola Vukojicic |

## Judo
| Épreuves        | Or                            | Argent                    | Bronze                       |
| --------------- | ----------------------------- | ------------------------- | ---------------------------- |
| Hommes          |                               |                           |                              |
| Moins de 60 kg  | Choi Min-ho (KOR)             | Ludwig Paischer (AUT)     | Ruben Houkes (NED)           |
| Moins de 60 kg  | Choi Min-ho (KOR)             | Ludwig Paischer (AUT)     | Rishod Sobirov (UZB)         |
| Moins de 66 kg  | Masato Uchishiba (JPN)        | Benjamin Darbelet (FRA)   | Yordanis Arencibia (CUB)     |
| Moins de 66 kg  | Masato Uchishiba (JPN)        | Benjamin Darbelet (FRA)   | Pak Chol-min (PRK)           |
| Moins de 73 kg  | Elnur Məmmədli (AZE)          | Wang Ki-chun (KOR)        | Rasul Boqiev (TJK)           |
| Moins de 73 kg  | Elnur Məmmədli (AZE)          | Wang Ki-chun (KOR)        | Leandro Guilheiro (BRA)      |
| Moins de 81 kg  | Ole Bischof (GER)             | Kim Jae-bum (KOR)         | Tiago Camilo (BRA)           |
| Moins de 81 kg  | Ole Bischof (GER)             | Kim Jae-bum (KOR)         | Roman Hontyuk (UKR)          |
| Moins de 90 kg  | Irakli Tsirekidze (GEO)       | Amar Benikhlef (ALG)      | Sergei Aschwanden (SUI)      |
| Moins de 90 kg  | Irakli Tsirekidze (GEO)       | Amar Benikhlef (ALG)      | Hesham Mesbah (EGY)          |
| Moins de 100 kg | Naidangiin Tüvshinbayar (MGL) | Askhat Jitkeïev (KAZ)     | Henk Grol (NED)              |
| Moins de 100 kg | Naidangiin Tüvshinbayar (MGL) | Askhat Jitkeïev (KAZ)     | Mövlud Mirəliyev (AZE)       |
| Plus de 100 kg  | Satoshi Ishii (JPN)           | Abdullo Tangriev (UZB)    | Óscar Brayson (CUB)          |
| Plus de 100 kg  | Satoshi Ishii (JPN)           | Abdullo Tangriev (UZB)    | Teddy Riner (FRA)            |
| Femmes          |                               |                           |                              |
| Moins de 48 kg  | Alina Alexandra Dumitru (ROU) | Yanet Bermoy (CUB)        | Paula Pareto (ARG)           |
| Moins de 48 kg  | Alina Alexandra Dumitru (ROU) | Yanet Bermoy (CUB)        | Ryōko Tani (JPN)             |
| Moins de 52 kg  | Xian Dongmei (CHN)            | An Kum-ae (PRK)           | Soraya Haddad (ALG)          |
| Moins de 52 kg  | Xian Dongmei (CHN)            | An Kum-ae (PRK)           | Misato Nakamura (JPN)        |
| Moins de 57 kg  | Giulia Quintavalle (ITA)      | Deborah Gravenstijn (NED) | Ketleyn Quadros (BRA)        |
| Moins de 57 kg  | Giulia Quintavalle (ITA)      | Deborah Gravenstijn (NED) | Xu Yan (CHN)                 |
| Moins de 63 kg  | Ayumi Tanimoto (JPN)          | Lucie Décosse (FRA)       | Elisabeth Willeboordse (NED) |
| Moins de 63 kg  | Ayumi Tanimoto (JPN)          | Lucie Décosse (FRA)       | Won Ok-im (PRK)              |
| Moins de 70 kg  | Masae Ueno (JPN)              | Anaisis Hernández (CUB)   | Edith Bosch (NED)            |
| Moins de 70 kg  | Masae Ueno (JPN)              | Anaisis Hernández (CUB)   | Ronda Rousey (USA)           |
| Moins de 78 kg  | Yang Xiuli (CHN)              | Yalennis Castillo (CUB)   | Jeong Gyeong-mi (KOR)        |
| Moins de 78 kg  | Yang Xiuli (CHN)              | Yalennis Castillo (CUB)   | Stéphanie Possamaï (FRA)     |
| Plus de 78 kg   | Tong Wen (CHN)                | Maki Tsukada (JPN)        | Idalys Ortíz (CUB)           |
| Plus de 78 kg   | Tong Wen (CHN)                | Maki Tsukada (JPN)        | Lucija Polavder (SLO)        |

## Lutte

### Gréco-Romaine
| Épreuves        | Or                        | Argent                     | Bronze                    |
| --------------- | ------------------------- | -------------------------- | ------------------------- |
| Hommes          |                           |                            |                           |
| Moins de 55 kg  | Nazir Mankiev (RUS)       | Rövşən Bayramov (AZE)      | Roman Amoyan (ARM)        |
| Moins de 55 kg  | Nazir Mankiev (RUS)       | Rövşən Bayramov (AZE)      | Park Eun-chul (KOR)       |
| Moins de 60 kg  | Islam-Beka Albiyev (RUS)  | Nurbakyt Tengizbayev (KAZ) | Sheng Jiang (CHN)         |
| Moins de 60 kg  | Islam-Beka Albiyev (RUS)  | Nurbakyt Tengizbayev (KAZ) | Ruslan Tyumenbaev (KGZ)   |
| Moins de 66 kg  | Steeve Guénot (FRA)       | Kanatbek Begaliev (KGZ)    | Mikhail Siamionau (BLR)   |
| Moins de 66 kg  | Steeve Guénot (FRA)       | Kanatbek Begaliev (KGZ)    | Armen Vardanyan (UKR)     |
| Moins de 74 kg  | Manuchar Kvirkvelia (GEO) | Chang Yongxiang (CHN)      | Christophe Guénot (FRA)   |
| Moins de 74 kg  | Manuchar Kvirkvelia (GEO) | Chang Yongxiang (CHN)      | Yavor Yanakiev (BUL)      |
| Moins de 84 kg  | Andrea Minguzzi (ITA)     | Zoltán Fodor (HUN)         | Nazmi Avluca (TUR)        |
| Moins de 84 kg  | Andrea Minguzzi (ITA)     | Zoltán Fodor (HUN)         | -                         |
| Moins de 96 kg  | Aslanbek Khouchtov (RUS)  | Mirko Englich (GER)        | Marek Švec (CZE)          |
| Moins de 96 kg  | Aslanbek Khouchtov (RUS)  | Mirko Englich (GER)        | Adam Wheeler (USA)        |
| Moins de 120 kg | Mijaín López (CUB)        | Mindaugas Mizgaitis (LTU)  | Yury Patrikeyev (ARM)     |
| Moins de 120 kg | Mijaín López (CUB)        | Mindaugas Mizgaitis (LTU)  | Yannick Szczepaniak (FRA) |

### Libre
| Épreuves        | Or                        | Argent                   | Bronze                    |
| --------------- | ------------------------- | ------------------------ | ------------------------- |
| Hommes          |                           |                          |                           |
| Moins de 55 kg  | Henry Cejudo (USA)        | Tomohiro Matsunaga (JPN) | Besik Kudukhov (JPN)      |
| Moins de 55 kg  | Henry Cejudo (USA)        | Tomohiro Matsunaga (JPN) | Radoslav Velikov (BUL)    |
| Moins de 60 kg  | Mavlet Batirov (RUS)      | Kenichi Yumoto (JPN)     | Bazar Bazarguruev (KGZ)   |
| Moins de 60 kg  | Mavlet Batirov (RUS)      | Kenichi Yumoto (JPN)     | Morad Mohammadi (IRI)     |
| Moins de 66 kg  | Ramazan Şahin (TUR)       | Andriy Stadnik (UKR)     | Sushil Kumar (IND)        |
| Moins de 66 kg  | Ramazan Şahin (TUR)       | Andriy Stadnik (UKR)     | Otar Tushishvili (GEO)    |
| Moins de 74 kg  | Buvaysar Saytiev (RUS)    | Murad Haydarau (BLR)     | Gheorghiță Ștefan (ROU)   |
| Moins de 74 kg  | Buvaysar Saytiev (RUS)    | Murad Haydarau (BLR)     | Kiril Terziev (BUL)       |
| Moins de 84 kg  | Revaz Mindorashvili (GEO) | Yusup Abdusalomov (TJK)  | Taras Danko (UKR)         |
| Moins de 84 kg  | Revaz Mindorashvili (GEO) | Yusup Abdusalomov (TJK)  | Georgi Ketoev (RUS)       |
| Moins de 96 kg  | Shirvani Muradov (RUS)    | Giorgi Gogshelidze (GEO) | Michel Batista (CUB)      |
| Moins de 96 kg  | Shirvani Muradov (RUS)    | Giorgi Gogshelidze (GEO) | Xetaq Qazyumov (AZE)      |
| Moins de 120 kg | Bakhtiyar Akhmedov (RUS)  | David Musuľbes (SVK)     | Marid Mutalimov (KAZ)     |
| Moins de 120 kg | Bakhtiyar Akhmedov (RUS)  | David Musuľbes (SVK)     | Disney Rodríguez (CUB)    |
| Femmes          |                           |                          |                           |
| Moins de 48 kg  | Carol Huynh (CAN)         | Chiharu Ichō (JPN)       | Iryna Merleni (UKR)       |
| Moins de 48 kg  | Carol Huynh (CAN)         | Chiharu Ichō (JPN)       | Mariya Stadnik (AZE)      |
| Moins de 55 kg  | Saori Yoshida (JPN)       | Xu Li (CHN)              | Jackeline Rentería (COL)  |
| Moins de 55 kg  | Saori Yoshida (JPN)       | Xu Li (CHN)              | Tonya Verbeek (CAN)       |
| Moins de 63 kg  | Kaori Ichō (JPN)          | Alena Kartachova (RUS)   | Randi Miller (USA)        |
| Moins de 63 kg  | Kaori Ichō (JPN)          | Alena Kartachova (RUS)   | Elena Shalygina (KAZ)     |
| Moins de 72 kg  | Wang Jiao (CHN)           | Stanka Zlateva (BUL)     | Kyōko Hamaguchi (JPN)     |
| Moins de 72 kg  | Wang Jiao (CHN)           | Stanka Zlateva (BUL)     | Agnieszka Wieszczek (POL) |

## Natation
| Épreuves                     | Or | Argent | Bronze |
| ---------------------------- | --- | --- | --- |
| Hommes                       | | | |
| 50 m nage libre              | César Cielo (BRA) | Amaury Leveaux (FRA) | Alain Bernard (FRA) |
| 100 m nage libre             | Alain Bernard (FRA) | Eamon Sullivan (AUS) | César Cielo (BRA) Jason Lezak (USA)                                                                                       |
| 200 m nage libre             | Michael Phelps (USA) | Park Tae-hwan (KOR) | Peter Vanderkaay (USA) |
| 400 m nage libre             | Park Tae-hwan (KOR) | Zhang Lin (CHN) | Larsen Jensen (USA) |
| 1 500 m nage libre           | Oussama Mellouli (TUN) | Grant Hackett (AUS) | Ryan Cochrane (CAN) |
| 100 m dos                    | Aaron Peirsol (USA) | Matt Grevers (USA) | Hayden Stoeckel (AUS) Arkadiy Viatchanin (RUS)                                                                            |
| 200 m dos                    | Ryan Lochte (USA) | Aaron Peirsol (USA) | Arkadiy Viatchanin (RUS)                                                                                                  |
| 100 m brasse                 | Kōsuke Kitajima (JPN) | Alexander Dale Oen (NOR) | Hugues Duboscq (FRA) |
| 200 m brasse                 | Kōsuke Kitajima (JPN) | Brenton Rickard (AUS) | Hugues Duboscq (FRA) |
| 100 m papillon               | Michael Phelps (USA) | Milorad Čavić (SRB) | Andrew Lauterstein (AUS)                                                                                                  |
| 200 m papillon               | Michael Phelps (USA) | László Cseh (HUN) | Takeshi Matsuda (JPN) |
| 200 m quatre nages           | Michael Phelps (USA) | László Cseh (HUN) | Ryan Lochte (USA) |
| 400 m quatre nages           | Michael Phelps (USA) | László Cseh (HUN) | Ryan Lochte (USA) |
| Relais 4 × 100 m nage libre  | États-Unis Nathan Adrian Matt Grevers Cullen Jones Jason Lezak Michael Phelps Garrett Weber-Gale Benjamin Wildman-Tobriner             | France Alain Bernard Frédérick Bousquet Fabien Gilot Amaury Leveaux Grégory Mallet Boris Steimetz                                      | Australie Leith Brodie Ashley Callus Andrew Lauterstein Patrick Murphy Eamon Sullivan Matt Targett                        |
| Relais 4 × 200 m nage libre  | États-Unis Ricky Berens Klete Keller Ryan Lochte Michael Phelps Peter Vanderkaay Erik Vendt David Walters                              | Russie Danila Izotov Evgeny Lagunov Nikita Lobintsev Mikhail Polishchuk Aleksandr Sukhorukov                                           | Australie Grant Brits Leith Brodie Nick Frost Grant Hackett Patrick Murphy Kirk Palmer                                    |
| Relais 4 × 100 m quatre nage | États-Unis Ian Crocker Mark Gangloff Matt Grevers Brendan Hansen Jason Lezak Aaron Peirsol Michael Phelps Garrett Weber-Gale           | Australie Ashley Delaney Andrew Lauterstein Adam Pine Brenton Rickard Christian Sprenger Eamon Sullivan Hayden Stoeckel Matt Targett   | Japon Takuro Fujii Kōsuke Kitajima Junichi Miyashita Hisayoshi Sato                                                       |
| Eau vive 10 km               | Maarten van der Weijden (NED) | David Davies (GBR) | Thomas Lurz (GER) |
| Femmes                       | | | |
| 50 m nage libre              | Britta Steffen (GER) | Dara Torres (USA) | Cate Campbell (AUS) |
| 100 m nage libre             | Britta Steffen (GER) | Libby Trickett (AUS) | Natalie Coughlin (USA) |
| 200 m nage libre             | Federica Pellegrini (ITA) | Sara Isakovič (SLO) | Pang Jiaying (CHN) |
| 400 m nage libre             | Rebecca Adlington (GBR) | Katie Hoff (USA) | Joanne Jackson (GBR) |
| 800 m nage libre             | Rebecca Adlington (GBR) | Alessia Filippi (ITA) | Lotte Friis (DEN) |
| 100 m dos                    | Natalie Coughlin (USA) | Kirsty Coventry (ZIM) | Margaret Hoelzer (USA) |
| 200 m dos                    | Kirsty Coventry (ZIM) | Margaret Hoelzer (USA) | Reiko Nakamura (JPN) |
| 100 m brasse                 | Leisel Jones (AUS) | Rebecca Soni (USA) | Mirna Jukić (AUT) |
| 200 m brasse                 | Rebecca Soni (USA) | Leisel Jones (AUS) | Sara Nordenstam (NOR) |
| 100 m papillon               | Libby Trickett (AUS) | Christine Magnuson (USA) | Jessicah Schipper (AUS)                                                                                                   |
| 200 m papillon               | Liu Zige (CHN) | Jiao Liuyang (CHN) | Jessicah Schipper (AUS)                                                                                                   |
| 200 m quatre nages           | Stephanie Rice (AUS) | Kirsty Coventry (ZIM) | Natalie Coughlin (USA) |
| 400 m quatre nages           | Stephanie Rice (AUS) | Kirsty Coventry (ZIM) | Katie Hoff (USA) |
| Relais 4 × 100 m nage libre  | Pays-Bas Inge Dekker Femke Heemskerk Ranomi Kromowidjojo Hinkelien Schreuder Manon van Rooijen Marleen Veldhuis                        | États-Unis Natalie Coughlin Kara Lynn Joyce Lacey Nymeyer Emily Silver Julia Smit Dara Torres                                          | Australie Cate Campbell Alice Mills Shayne Reese Melanie Schlanger Libby Trickett                                         |
| Relais 4 × 200 m nage libre  | Australie Angie Bainbridge Bronte Barratt Lara Davenport Felicity Galvez Linda MacKenzie Kylie Palmer Stephanie Rice Melanie Schlanger | Chine Pang Jiaying Tan Miao Tang Jingzhi Yang Yu Zhu Qianwei                                                                           | États-Unis Caroline Burckle Natalie Coughlin Katie Hoff Christine Marshall Allison Schmitt Julia Smit Kimberly Vandenberg |
| Relais 4 × 100 m quatre nage | Australie Felicity Galvez Leisel Jones Shayne Reese Emily Seebohm Jessicah Schipper Libby Trickett Tarnee White                        | États-Unis Elaine Breeden Natalie Coughlin Margaret Hoelzer Megan Jendrick Kara Lynn Joyce Christine Magnuson Rebecca Soni Dara Torres | Chine Sun Ye Pang Jiaying Xu Tianlongzi Zhao Jing Zhou Yafei                                                              |
| Eau vive 10 km               | Larisa Ilchenko (RUS) | Keri-Anne Payne (GBR) | Cassandra Patten (GBR) |

## Natation synchronisée
| Épreuves | Or | Argent | Bronze |
| -------- | --- | --- | --- |
| Duo      | Russie Anastasia Davydova Anastasia Ermakova | Espagne Andrea Fuentes Gemma Mengual | Japon Saho Harada Emiko Suzuki                                                                             |
| Ballet   | Russie Anastasia Davydova Anastasia Ermakova Maria Gromova Natalia Ishchenko Elvira Khasyanova Olga Koujela Elena Ovtchinnikova Svetlana Romashina Anna Shorina | Espagne Alba María Cabello Raquel Corral Andrea Fuentes Thais Henríquez Laura Lopez Gemma Mengual Gisela Morón Irina Rodríguez Paola Tirados | Chine Gu Beibei Huang Xuechen Jiang Tingting Jiang Wenwen Liu Ou Luo Xi Sun Qiuting Wang Na Zhang Xiaohuan |

## Pentathlon moderne
| Épreuves | Or                     | Argent                   | Bronze                       |
| -------- | ---------------------- | ------------------------ | ---------------------------- |
| Hommes   | Andreï Moïsseïev (RUS) | Edvinas Krungolcas (LTU) | Andrejus Zadneprovskis (LTU) |
| Femmes   | Lena Schöneborn (GER)  | Heather Fell (GBR)       | vacante                      |

## Plongeon
| Épreuves                    | Or                           | Argent                                        | Bronze                                 |
| --------------------------- | ---------------------------- | --------------------------------------------- | -------------------------------------- |
| Hommes                      |                              |                                               |                                        |
| Tremplin à 3 m              | He Chong (CHN)               | Alexandre Despatie (CAN)                      | Qin Kai (CHN)                          |
| Haut-vol à 10 m             | Matthew Mitcham (AUS)        | Zhou Lüxin (CHN)                              | Gleb Galperin (RUS)                    |
| Tremplin à 3 m synchronisé  | Chine Qin Kai Wang Feng      | Russie Yuriy Kunakov Dmitri Sautin            | Ukraine Illya Kvasha Oleksiy Pryhorov  |
| Haut-vol à 10 m synchronisé | Chine Huo Liang Lin Yue      | Allemagne Patrick Hausding Sascha Klein       | Russie Dmitriy Dobroskok Gleb Galperin |
| Femmes                      |                              |                                               |                                        |
| Tremplin à 3 m              | Guo Jingjing (CHN)           | Yuliya Pakhalina (RUS)                        | Wu Minxia (CHN)                        |
| Haut-vol à 10 m             | Chen Ruolin (CHN)            | Émilie Heymans (CAN)                          | Wang Xin (CHN)                         |
| Tremplin à 3 m synchronisé  | Chine Guo Jingjing Wu Minxia | Russie Yuliya Pakhalina Anastasia Pozdniakova | Allemagne Heike Fischer Ditte Kotzian  |
| Haut-vol à 10 m synchronisé | Chine Chen Ruolin Wang Xin   | Australie Briony Cole Melissa Wu              | Mexique Paola Espinosa Tatiana Ortiz   |

## Softball
| Épreuves        | Or | Argent | Bronze |
| --------------- | --- | --- | --- |
| Tournoi féminin | Japon Naho Emoto Motoko Fujimoto Megu Hirose Emi Inui Sachiko Ito Ayumi Karino Satoko Mabuchi Yukiyo Mine Masumi Mishina Rei Nishiyama Hiroko Sakai Rie Sato Mika Someya Yukiko Ueno Eri Yamada | États-Unis Monica Abbott Laura Berg Crystl Bustos Andrea Duran Jennie Finch Tairia Flowers Vicky Galindo Lovieanne Jung Kelly Kretschman Lauren Lappin Caitlin Lowe Jessica Mendoza Stacey Nuveman Cat Osterman Natasha Watley | Australie Jodie Bowering Kylie Cronk Kelly Hardie Tanya Harding Sandra Lewis Simmone Morrow Tracey Mosley Stacey Porter Melanie Roche Justine Smethurst Danielle Stewart Natalie Titcume Natalie Ward Belinda Wright Kerry Wyborn |

## Taekwondo
| Épreuves       | Or                               | Argent                      | Bronze                   |
| -------------- | -------------------------------- | --------------------------- | ------------------------ |
| Hommes         |                                  |                             |                          |
| Moins de 58 kg | Guillermo Pérez Sandoval (MEX)   | Gabriel Mercedes (DOM)      | Chu Mu-yen (TPE)         |
| Moins de 58 kg | Guillermo Pérez Sandoval (MEX)   | Gabriel Mercedes (DOM)      | Rohullah Nikpai (AFG)    |
| Moins de 68 kg | Son Tae-jin (KOR)                | Mark López (USA)            | Sung Yu-chi (TPE)        |
| Moins de 68 kg | Son Tae-jin (KOR)                | Mark López (USA)            | Servet Tazegül (TUR)     |
| Moins de 80 kg | Hadi Saei (IRI)                  | Mauro Sarmiento (ITA)       | Steven López (USA)       |
| Moins de 80 kg | Hadi Saei (IRI)                  | Mauro Sarmiento (ITA)       | Zhu Guo (CHN)            |
| Plus de 80 kg  | Cha Dong-min (KOR)               | Aléxandros Nikolaïdis (GRE) | Arman Chilmanov (KAZ)    |
| Plus de 80 kg  | Cha Dong-min (KOR)               | Aléxandros Nikolaïdis (GRE) | Chika Chukwumerije (NGR) |
| Femmes         |                                  |                             |                          |
| Moins de 49 kg | Wu Jingyu (CHN)                  | Buttree Puedpong (THA)      | Dalia Contreras (VEN)    |
| Moins de 49 kg | Wu Jingyu (CHN)                  | Buttree Puedpong (THA)      | Daynellis Montejo (CUB)  |
| Moins de 57 kg | Lim Su-Jeong (KOR)               | Azize Tanrıkulu (TUR)       | Diana López (USA)        |
| Moins de 57 kg | Lim Su-Jeong (KOR)               | Azize Tanrıkulu (TUR)       | Martina Zubčić (CRO)     |
| Moins de 67 kg | Hwang Kyung-seon (KOR)           | Karine Sergerie (CAN)       | Gwladys Épangue (FRA)    |
| Moins de 67 kg | Hwang Kyung-seon (KOR)           | Karine Sergerie (CAN)       | Sandra Šarić (CRO)       |
| Plus de 67 kg  | María del Rosario Espinoza (MEX) | Nina Solheim (NOR)          | Natália Falavigna (BRA)  |
| Plus de 67 kg  | María del Rosario Espinoza (MEX) | Nina Solheim (NOR)          | Sarah Stevenson (GBR)    |

## Tennis
| Épreuves          | Or                                        | Argent                                                 | Bronze                          |
| ----------------- | ----------------------------------------- | ------------------------------------------------------ | ------------------------------- |
| Simples messieurs | Rafael Nadal (ESP)                        | Fernando González (CHI)                                | Novak Djokovic (SRB)            |
| Simples dames     | Elena Dementieva (RUS)                    | Dinara Safina (RUS)                                    | Vera Zvonareva (RUS)            |
| Doubles messieurs | Suisse Roger Federer Stanislas Wawrinka   | Suède Simon Aspelin Thomas Johansson                   | États-Unis Bob Bryan Mike Bryan |
| Doubles dames     | États-Unis Serena Williams Venus Williams | Espagne Anabel Medina Garrigues Virginia Ruano Pascual | Chine Yan Zi Zheng Jie          |

## Tennis de table
| Épreuves              | Or                                  | Argent                                                | Bronze                                                |
| --------------------- | ----------------------------------- | ----------------------------------------------------- | ----------------------------------------------------- |
| Simples messieurs     | Ma Lin (CHN)                        | Wang Hao (CHN)                                        | Wang Liqin (CHN)                                      |
| Simples dames         | Zhang Yining (CHN)                  | Wang Nan (CHN)                                        | Guo Yue (CHN)                                         |
| Par équipes messieurs | Chine Ma Lin Wang Hao Wang Liqin    | Allemagne Timo Boll Dimitrij Ovtcharov Christian Süss | Corée du Sud Oh Sang-eun Ryu Seung-min Yoon Jae-young |
| Par équipes dames     | Chine Guo Yue Wang Nan Zhang Yining | Singapour Feng Tianwei Li Jiawei Wang Yuegu           | Corée du Sud Dang Ye-seo Kim Kyung-ah Park Mi-young   |

## Tir
| Épreuves                     | Or                        | Argent                    | Bronze                     |
| ---------------------------- | ------------------------- | ------------------------- | -------------------------- |
| Hommes                       |                           |                           |                            |
| Carabine à 10 m air comprimé | Abhinav Bindra (IND)      | Zhu Qinan (CHN)           | Henri Häkkinen (FIN)       |
| Carabine à 3 × 40 50 m       | Qiu Jian (CHN)            | Jury Sukhorukov (UKR)     | Rajmond Debevec (SLO)      |
| Carabine à 50 m tir couché   | Artur Ayvazyan (UKR)      | Matthew Emmons (USA)      | Warren Potent (AUS)        |
| Pistolet à 10 m air comprimé | Pang Wei (CHN)            | Jin Jong-oh (KOR)         | Jason Turner (USA)         |
| Pistolet à 25 m tir rapide   | Oleksandr Petriv (UKR)    | Ralf Schumann (GER)       | Christian Reitz (GER)      |
| Pistolet à 50 m air comprimé | Jin Jong-oh (KOR)         | Tan Zongliang (CHN)       | Vladimir Isakov (RUS)      |
| Skeet                        | Vincent Hancock (USA)     | Tore Brovold (NOR)        | Anthony Terras (FRA)       |
| Trap                         | David Kostelecký (CZE)    | Giovanni Pellielo (ITA)   | Aleksey Alipov (RUS)       |
| Double Trap                  | Walton Eller (USA)        | Francesco D'Aniello (ITA) | Hu Binyuan (CHN)           |
| Femmes                       |                           |                           |                            |
| Carabine à 10 m air comprimé | Guo Wenjun (CHN)          | Natalia Paderina (RUS)    | Nino Salukvadze (GEO)      |
| Carabine à 3 × 40 50 m       | Du Li (CHN)               | Kateřina Emmons (CZE)     | Eglis Yaima Cruz (CUB)     |
| Pistolet à 10 m air comprimé | Kateřina Emmons (CZE)     | Lyubov Galkina (RUS)      | Snježana Pejčić (CRO)      |
| Pistolet à 25 m air comprimé | Chen Ying (CHN)           | Otryadyn Gündegmaa (MGL)  | Munkhbayar Dorjsuren (GER) |
| Skeet                        | Chiara Cainero (ITA)      | Kim Rhode (USA)           | Christine Brinker (GER)    |
| Trap                         | Satu Mäkelä-Nummela (FIN) | Zuzana Štefečeková (SVK)  | Corey Cogdell (USA)        |

## Tir à l'arc
| Épreuves    | Or                                                     | Argent                                            | Bronze                                                 |
| ----------- | ------------------------------------------------------ | ------------------------------------------------- | ------------------------------------------------------ |
| Hommes      |                                                        |                                                   |                                                        |
| Individuel  | Viktor Ruban (UKR)                                     | Park Kyung-mo (KOR)                               | Baïr Badionov (RUS)                                    |
| Par équipes | Corée du Sud Im Dong-hyun Lee Chang-hwan Park Kyung-mo | Italie Ilario Di Buò Marco Galiazzo Mauro Nespoli | Chine Jiang Lin Li Wenquan Xue Haifeng                 |
| Femmes      |                                                        |                                                   |                                                        |
| Individuel  | Zhang Juanjuan (CHN)                                   | Park Sung-hyun (KOR)                              | Yun Ok-hee (KOR)                                       |
| Par équipes | Corée du Sud Joo Hyun-jung Park Sung-hyun Yun Ok-hee   | Chine Chen Ling Guo Dan Zhang Juanjuan            | France Virginie Arnold Sophie Dodémont Bérengère Schuh |

## Trampoline
| Épreuves | Or                | Argent               | Bronze                 |
| -------- | ----------------- | -------------------- | ---------------------- |
| Hommes   | Lu Chunlong (CHN) | Jason Burnett (CAN)  | Dong Dong (CHN)        |
| Femmes   | He Wenna (CHN)    | Karen Cockburn (CAN) | Ekaterina Khilko (UZB) |

## Triathlon
| Épreuves | Or                  | Argent                  | Bronze               |
| -------- | ------------------- | ----------------------- | -------------------- |
| Hommes   | Jan Frodeno (GER)   | Simon Whitfield (CAN)   | Bevan Docherty (NZL) |
| Femmes   | Emma Snowsill (AUS) | Vanessa Fernandes (POR) | Emma Moffatt (AUS)   |

## Voile
| Épreuves        | Or                                                  | Argent                                              | Bronze                                                       |
| --------------- | --------------------------------------------------- | --------------------------------------------------- | ------------------------------------------------------------ |
| Hommes          |                                                     |                                                     |                                                              |
| 470             | Australie Malcolm Page Nathan Wilmot                | Grande-Bretagne Joe Glanfield Nick Rogers           | France Olivier Bausset Nicolas Charbonnier                   |
| Laser           | Paul Goodison (GBR)                                 | Vasilij Žbogar (SLO)                                | Diego Romero (ITA)                                           |
| Planche à voile | Tom Ashley (NZL)                                    | Julien Bontemps (FRA)                               | Shahar Zubari (ISR)                                          |
| Star            | Grande-Bretagne Iain Percy Andrew Simpson           | Brésil Bruno Prada Robert Scheidt                   | Suède Anders Ekström Fredrik Lööf                            |
| Femmes          |                                                     |                                                     |                                                              |
| 470             | Australie Tessa Parkinson Elise Rechichi            | Pays-Bas Lobke Berkhout Marcelien de Koning         | Brésil Fernanda Oliveira Isabel Swan                         |
| Laser Radial    | Anna Tunnicliffe (USA)                              | Gintarė Volungevičiūtė (LTU)                        | Lijia Xu (USA)                                               |
| Planche à voile | Yin Jian (USA)                                      | Alessandra Sensini (ITA)                            | Bryony Shaw (GBR)                                            |
| Yngling         | Grande-Bretagne Sarah Ayton Sarah Webb Pippa Wilson | Pays-Bas Annemieke Bes Mandy Mulder Merel Witteveen | Grèce Sofía Bekatórou Viryinía Kravarióti Sofía Papadopoúlou |
| Mixte           |                                                     |                                                     |                                                              |
| 49er            | Danemark Martin Kirketerp Ibsen Jonas Warrer        | Espagne Xabier Fernández Iker Martínez de Lizarduy  | Allemagne Hannes Peckolt Jan Peter Peckolt                   |
| Finn            | Ben Ainslie (GBR)                                   | Zach Railey (USA)                                   | Guillaume Florent (FRA)                                      |
| Tornado         | Espagne Fernando Echávarri Antón Paz                | Australie Glenn Ashby Darren Bundock                | Argentine Carlos Espínola Santiago Lange                     |

## Volley-ball

### Beach-Volley
| Épreuves         | Or                                       | Argent                                    | Bronze                             |
| ---------------- | ---------------------------------------- | ----------------------------------------- | ---------------------------------- |
| Tournoi masculin | États-Unis Philip Dalhausser Todd Rogers | Brésil Márcio Araújo Fábio Luiz Magalhães | Brésil Emanuel Rego Ricardo Santos |
| Tournoi féminin  | États-Unis Misty May-Treanor Kerri Walsh | Chine Tian Jia Wang Jie                   | Chine Xue Chen Zhang Xi            |

### En salle
| Épreuves         | Or | Argent | Bronze |
| ---------------- | --- | --- | --- |
| Tournoi masculin | États-Unis Lloy Ball Gabriel Gardner Kevin Hansen Thomas Hoff Richard Lambourne David Lee Ryan Millar Sean Rooney William Priddy Riley Salmon Clayton Stanley Scott Touzinsky                                       | Brésil Dante Amaral Marcelo Elgarten Gustavo Endres Murilo Endres Samuel Fuchs Giba André Heller Bruno Mossa de Rezende André Nascimento Anderson Rodrigues Rodrigo Santana Sérgio Santos      | Russie Yuriy Berezhko Sergey Grankin Vadim Khamouttskikh Aleksandr Korneïev Aleksandr Kossarev Alekseï Koulechov Maksim Mikhailov Alekseï Ostapenko Semion Poltavski Sergey Tetyukhin Alekseï Verbov Alexander Volkov |
| Tournoi féminin  | Brésil Carolina Albuquerque Jaqueline Carvalho Sheilla Castro Fabiana Claudino Fabiana de Oliveira Welissa Gonzaga Thaísa Menezes Valeska Menezes Walewska Oliveira Paula Pequeno Hélia Souza Marianne Steinbrecher | États-Unis Robyn Ah Mow-Santos Lindsey Berg Heather Bown Nicole Davis Kimberly Glass Tayyiba Haneef Jennifer Joines Ogonna Nnamani Danielle Scott-Arruda Stacy Sykora Logan Tom Kim Willoughby | Chine Feng Kun Li Juan Liu Yanan Ma Yunwen Wang Yimei Wei Qiuyue Xu Yunli Xue Ming Yang Hao Zhang Na Zhao Ruirui Zhou Suhong                                                                                          |

## Water polo
| Épreuves         | Or | Argent | Bronze |
| ---------------- | --- | --- | --- |
| Tournoi masculin | Hongrie Tibor Benedek Péter Biros István Gergely Norbert Hosnyánszky Tamás Kásás Gábor Kis Gergely Kiss Norbert Madaras Tamás Molnár Zoltán Szécsi Dániel Varga Dénes Varga Tamás Varga                                          | États-Unis Tony Azevedo Ryan Bailey Layne Beaubien Brandon Brooks Peter Hudnut Tim Hutten James Krumpholz Rick Merlo Merrill Moses Jeff Powers Jesse Smith Peter Varellas Adam Wright                  | Serbie Aleksandar Ćirić Filip Filipović Živko Gocić Branko Peković Duško Pijetlović Andrija Prlainović Nikola Rađen Aleksandar Šapić Dejan Savić Denis Šefik Slobodan Soro Vanja Udovičić Vladimir Vujasinović |
| Tournoi féminin  | Pays-Bas Mieke Cabout Daniëlle de Bruijn Meike de Nooy Rianne Guichelaar Biurakn Hakhverdian Noeki Klein Simone Koot Alette Sijbring Yasemin Smit Iefke van Belkum Gillian van den Berg Marieke van den Ham Ilse van der Meijden | États-Unis Betsey Armstrong Patty Cardenas Kami Craig Natalie Golda Alison Gregorka Brittany Hayes Jaime Hipp Heather Petri Jessica Steffens Moriah van Norman Brenda Villa Lauren Wenger Elsie Windes | Australie Gemma Beadsworth Nikita Cuffe Suzie Fraser Taniele Gofers Kate Gynther Amy Hetzel Bronwen Knox Emma Knox Alicia McCormack Melissa Rippon Rebecca Rippon Jenna Santoromito Mia Santoromito            |

## Athlètes les plus médaillés
| Athlète            | Pays        | Sport                  | Médaille d'or, Jeux olympiques | Médaille d'argent, Jeux olympiques | Médaille de bronze, Jeux olympiques | Total |
| Michael Phelps     | États-Unis  | Natation               | 8                              | 0                                  | 0                                   | 8     |
| Chris Hoy          | Royaume-Uni | Cyclisme               | 3                              | 0                                  | 0                                   | 3     |
| Zou Kai            | Chine       | Gymnastique artistique | 3                              | 0                                  | 0                                   | 3     |
| Stéphanie Rice     | Australie   | Natation               | 3                              | 0                                  | 0                                   | 3     |
| Libby Trickett     | Australie   | Natation               | 2                              | 1                                  | 1                                   | 4     |
| Matt Grevers       | États-Unis  | Natation               | 2                              | 1                                  | 0                                   | 3     |
| Leisel Jones       | Australie   | Natation               | 2                              | 1                                  | 0                                   | 3     |
| Aaron Peirsol      | États-Unis  | Natation               | 2                              | 1                                  | 0                                   | 3     |
| Yang Wei           | Chine       | Gymnastique artistique | 2                              | 1                                  | 0                                   | 3     |
| Ryan Lochte        | États-Unis  | Natation               | 2                              | 0                                  | 1                                   | 3     |
| Jason Lezak        | États-Unis  | Natation               | 2                              | 0                                  | 2                                   | 4     |
| Kosuke Kitajima    | Japon       | Natation               | 2                              | 0                                  | 1                                   | 3     |
| Nastia Liukin      | États-Unis  | Gymnastique artistique | 1                              | 3                                  | 1                                   | 5     |
| Shawn Johnson      | États-Unis  | Gymnastique artistique | 1                              | 3                                  | 0                                   | 4     |
| Kirsty Coventry    | Zimbabwe    | Natation               | 1                              | 3                                  | 0                                   | 4     |
| Natalie Coughlin   | États-Unis  | Natation               | 1                              | 2                                  | 3                                   | 6     |
| Rebecca Soni       | États-Unis  | Natation               | 1                              | 2                                  | 0                                   | 3     |
| Alain Bernard      | France      | Natation               | 1                              | 1                                  | 1                                   | 3     |
| Jessicah Schipper  | Australie   | Natation               | 1                              | 0                                  | 2                                   | 3     |
| Cheng Fei          | Chine       | Gymnastique artistique | 1                              | 0                                  | 2                                   | 3     |
| Yang Yilin         | Chine       | Gymnastique artistique | 1                              | 0                                  | 2                                   | 3     |
| Dara Torres        | États-Unis  | Natation               | 0                              | 3                                  | 0                                   | 3     |
| Laszlo Cseh        | Hongrie     | Natation               | 0                              | 3                                  | 0                                   | 3     |
| Eamon Sullivan     | Australie   | Natation               | 0                              | 2                                  | 1                                   | 3     |
| Margaret Hoelzer   | États-Unis  | Natation               | 0                              | 2                                  | 1                                   | 3     |
| Andrew Lauterstein | Australie   | Natation               | 0                              | 1                                  | 2                                   | 3     |
| Katie Hoff         | États-Unis  | Natation               | 0                              | 1                                  | 2                                   | 3     |
| Pang Jiaying       | Chine       | Natation               | 0                              | 1                                  | 2                                   | 3     |